# Juegos Paralímpicos de Innsbruck 1984
Los Juegos Paralímpicos de Invierno de 1984 fue la III edición de los Juegos Paralímpicos de Invierno.
La sede fue Innsbruck, Austria del 14 al 20 de enero de 1984.
Participaron 419 atletas provenientes de 21 países en 3 deportes.

## Deportes
- Esquí alpino
  - Carrera de trineo en hielo
- Esquí de fondo

## Delegaciones participantes
Un total de 21 países participaron en esta edición de las Paralimpiadas.
| - Alemania Occidental (FRG) - Australia (AUS) - Austria (AUT) - Bélgica (BEL) - Canadá (CAN) - Checoslovaquia (TCH) - Dinamarca (DEN) | - España (ESP) - Estados Unidos (USA) - Francia (FRA) - Finlandia (FIN) - Italia (ITA) - Japón (JPN) - Noruega (NOR) | - Nueva Zelanda (NZL) - Países Bajos (NED) - Polonia (POL) - Reino Unido (GBR) - Suecia (SWE) - Suiza (SUI) - Yugoslavia (YUG) |

## Medallero
| 1  | Austria (AUT)             | 34 | 19 | 17 | 70 |
| 2  | Finlandia (FIN)           | 19 | 9  | 6  | 34 |
| 3  | Noruega (NOR)             | 15 | 13 | 13 | 41 |
| 4  | Alemania Occidental (FRG) | 10 | 14 | 10 | 34 |
| 5  | Estados Unidos (USA)      | 7  | 14 | 14 | 35 |
| 6  | Suecia (SWE)              | 7  | 2  | 5  | 14 |
| 7  | Suiza (SUI)               | 5  | 16 | 16 | 37 |
| 8  | Francia (FRA)             | 4  | 2  | 0  | 6  |
| 9  | Polonia (POL)             | 3  | 2  | 8  | 13 |
| 10 | Canadá (CAN)              | 2  | 8  | 4  | 14 |